# HMS United (P44)
Pour les articles homonymes, voir United.
Le HMS United est un sous-marin de la classe U de la Royal Navy.

## Histoire
Le HMS United passe la majeure partie de la Seconde Guerre mondiale en Méditerranée. Sa première opération est l'opération Pedestal du 9 au 15 août 1942. Il coule le petit navire marchand italien Rostro et le chasseur auxiliaire de sous-marins italien V 39/Giovanna le 17 septembre 1942. Il endommage le pétrolier italien Petrarca et davantage le navire marchand italien Ravenna le 1er octobre 1942 après une attaque aérienne et un incendie trois jours avant. Il attaque le croiseur léger italien endommagé Attilio Regolo, mais le manque. L’Attilio Regolo avait perdu sa proue à la suite d'une attaque de la veille par l'Unruffled.
Le 17 janvier 1943, il attaque le destroyer italien Bombardiere. En juin 1943, il coule le navire marchand allemand Ringulv et le navire italien marchand Olbia.
Pendant qu'il couvre l'invasion alliée de la Sicile, l’United repère le 15 juillet 1943 le sous-marin italien Remo à la surface. Il lance quatre torpilles, dont l'une frappe le Remo au centre, qui coule en quelques minutes. Seuls quatre marins survivent, les trois qui se trouvaient sur la tourelle (dont le commandant, le capitaine Vassallo) et le sergent Dario Cortopassi qui a pu remonter de la salle de contrôle. L’United coule également le navire de transport italien Rosolino Pilo, qui avait déjà été endommagé lors d'une précédente attaque par des vedettes-torpilleurs.
D'octobre 1943 à février 1944, il est en réparation au HMNB Devonport et est au large de la Grande-Bretagne de mars à juin 1944 et au Canada et dans les Caraïbes en août 1944 et septembre 1944. Il revient des Bermudes en septembre 1945 et est mis en réserve le 22 octobre 1945. Il est démoli le 12 février 1946.